# Szürke fenyőtűmoly
A szürke fenyőtűmoly (Cedestis subfasciella) a valódi lepkék (Glossata) alrendjébe tartozó pókhálós molyfélék (Yponomeutidae) családjának egyik, Magyarországon is előforduló faja.

## Elterjedése, élőhelye
Közép-Európára jellemző faj, hazánk fenyveseiben is gyakori.

## Megjelenése
Szürke színű lepke: a szárny töve fekete, majd fokozatosan (sávonként) fehérré fakul. A szárny fesztávolsága 10–11 mm.

## Életmódja
Évente egy nemzedéke nő fel. Az irodalmi adatok szerint tápnövénye az erdeifenyő (Pinus silvestris), de Magyarországon újabban megfigyelték olyan területeken is, ahol csak a feketefenyő (Pinus nigra) él. A lepke nappal, egyesével repül a fenyőfák ágai között.

## Külső hivatkozások
- Mészáros Zoltán – Szabóky Csaba: A magyarországi molylepkék gyakorlati albuma. Budapest: Agroinform. 2005.  arch Hozzáférés: 2018. április 6. (PDF)